# МСС: Маси, стълби и столове (2015)
МСС: Маси, стълби и столове (2015) беше кеч турнир, продуциран от WWE. Проведе се на 13 декември 2015 в TD Garden в Бостън, Масачузетс. Ще бъде седми подред турнир в хронологията на МСС: Маси, Стълби и Столове.
Осем мача бяха проведени по време на турнира, един от които беше преди шоуто. В главния мач Шеймъс победи Роуман Рейнс в Мач с Маси, Стълби и Столове, запазвайки световната титла в тежка категория на Федерацията.

## Заден план
МСС: Маси, Стълби и Столове включваше кеч мачове с участието на различни борци от вече съществуващи сценични вражди и сюжетни линии, които изиграват по Първична сила и Разбиване. Борците са добри или лоши, тъй като те следват поредица от събития, които са изградили напрежение и кулминират в мач или серия от мачове.
На Сървайвър, Роуман Рейнс победи Дийн Амброус във финала на турнира и спечели световната титла в тежка категория на Федерацията, но Шеймъс използва неговия Договор в куфарчето, победи Рейнс и спечели титлата. На следващата вечер по време на Първична сила, беше обявено, че Шеймъс ще защитава титлата срещу Рейнс в МСС мач на турнира.
На 26 ноември, в епизод на Разбиване, Дийн Амброус победи Тайлър Брийз и Долф Зиглър в Мач Тройна Заплаха и получи мач за Интерконтиненталната Титла срещу Кевин Оуенс на турнира. На 30 ноември, епизод на Първична сила, Началниците обяви, че шанса за титлата на Амброус ще се анулира ако Роуман Рейнс загуби от Шеймъс в неговия мач за световната титла в тежка категория на Федерацията преди 5:15 по-късна същата вечер, но Рейнс спечели чрез дисквалификация.
На 30 ноември, епизод на Първична сила, Луча Драконите и Братя Усо се биха в мач за главен претендент за Отборните Титли на Федерацията на Нов Ден, но Нов Ден се намесиха, коствайки двойна дисквалификация. По-късно, Стефани Макмеън реши, че щом технически никой не спечели Луча Драконите бяха прибавени в мача на МСС. Подобно, Усо също щяха да бъдат добавени, но тяхното услови беше като на Амроус: Роуман Рейнс трябва да спечели в неговия мач за световната титла в тежка категория на Федерацията срещу Шеймъс преди 5:15, кйто Рейнс спечели чрез дисквалификация.

## Резултати
| №                                                                                     | Резултати | Правила                                                                          | Време |
| ------------------------------------------------------------------------------------- | --- | -------------------------------------------------------------------------------- | ----- |
| 1П                                                                                    | Саша Бенкс (с Наоми и Тамина) победи Беки Линч чрез предаване                                                                             | Индивидуален мач                                                                 | 11:43 |
| 2                                                                                     | Нов Ден (Големият И и Кофи Кингстън) (ш) (с Ксавиър Уудс) победиха Братя Усо (Джими Усо и Джей Усо) и Луча Драконите (Калисто и Син Кара) | Отборен мач Тройна заплаха със стълби за Отборните титли                         | 17:46 |
| 3                                                                                     | Русев (с Лана) победи Райбак чрез предаване                                                                                               | Индивидуален мач                                                                 | 07:56 |
| 4                                                                                     | Алберто Дел Рио (ш) победи Джак Фукльото                                                                                                  | Мач със столове за Титлата на Съединените щати                                   | 11:12 |
| 5                                                                                     | Семейство Уайът (Брей Уайът, Люк Харпър, Ерик Роуън и Броун Стромън) победиха Екстремният Отбор(Дъдли Бойс, Томи Дриймър и Райно)         | Елиминационен отборен мач с маси                                                 | 12:30 |
| 6                                                                                     | Дийн Амброус победи Кевин Оуенс (ш) | Мач за Интерконтиненталната титла                                                | 09:52 |
| 7                                                                                     | Шарлът (ш) (с Рик Светкавицата) победи Пейдж                                                                                              | Мач за Титлата на Дивите                                                         | 10:39 |
| 8                                                                                     | Шеймъс (ш) победи Роуман Рейнс | Мач с маси, стълби и столове за Световната титла в тежка категория на Федерацита | 23:58 |
| - (ш) – указва шампиона/шампионите в мача - П – показва, че мача се случи преди шоуто | |                                                                                  |       |